# Entorno de escritorio

Esquema de las capas de la interfaz gráfica de usuario.

Un entorno de escritorio (en inglés desktop environment, abreviado DE) es un conjunto de software para ofrecer al usuario de una computadora una interacción amigable y cómoda. Es una implementación de interfaz gráfica de usuario que ofrece facilidades de acceso y configuración, como barras de herramientas e integración entre aplicaciones con habilidades como arrastrar y soltar. Suelen ser usados típica e históricamente en sistemas operativos basados en Unix, como por ejemplo las distribuciones Linux. 
Los entornos de escritorio, por lo general, suelen incorporar una interfaz gráfica que permite configurarlos, pero que no suele incluir herramientas de configuración del sistema operativo en el que se está ejecutando. Es decir, el entorno de escritorio es, en principio, un sistema independiente del resto del sistema operativo y cuyo centro de control es para configurar la funcionalidad del entorno en sí.
En cualquier caso existen algunos centros de control de ciertos entornos de escritorio que permiten añadir módulos para poder configurar aspectos del sistema operativo. Esto abre la puerta a configurar algunas opciones del sistema operativo sin tener que utilizar la interfaz de línea de comandos (CLI), aunque puede llegar a ser necesaria para conseguir acceder a todas las posibilidades de configuración.
Un entorno de escritorio por lo general consta de iconos, ventanas, barras de herramientas, administrador de archivos, fondos de pantalla y widgets de escritorio.
En general cada entorno de escritorio se distingue por su aspecto y comportamiento particulares, aunque algunos tienden a imitar características de escritorios ya existentes. El primer entorno moderno de escritorio que se comercializó fue desarrollado por Xerox en la década de 1980.

## Soporte de sistemas operativos
Los entornos de escritorio son utilizados por una amplia mayoría de sistemas operativos modernos tanto en software privativo ( Windows, Macintosh - Classic y Cocoa -) como también de código abierto o software libre (GNOME, KDE, CDE, Xfce, LXDE o InnovaDE, comúnmente usados en distribuciones Linux o BSD).
| DE              | Windows | Mac OS X | GNU/Linux | BSD |
| --------------- | ------- | -------- | --------- | --- |
| KDE             | No      | No       | Sí        | Sí  |
| GNOME           | No      | No       | Sí        | Sí  |
| Xfce            | No      | No       | Sí        | Sí  |
| LXDE            | No      | No       | Sí        | Sí  |
| Unity           | No      | No       | Sí        | No  |
| MATE            | No      | No       | Sí        | Sí  |
| Cinnamon        | No      | No       | Sí        | Sí  |
| Pantheon        | No      | No       | Sí        | No  |
| Classic         | No      | Sí       | No        | No  |
| Cocoa           | No      | Sí       | No        | No  |
| Windows Classic | Sí      | No       | No        | No  |
| Luna            | Sí      | No       | No        | No  |
| Longhorn        | Sí      | No       | No        | No  |
| Aero            | Sí      | No       | No        | No  |
| Modern UI       | Sí      | No       | No        | No  |
| Continuum       | Sí      | No       | No        | No  |
| Fluent Design   | Sí      | No       | No        | No  |

## Galería

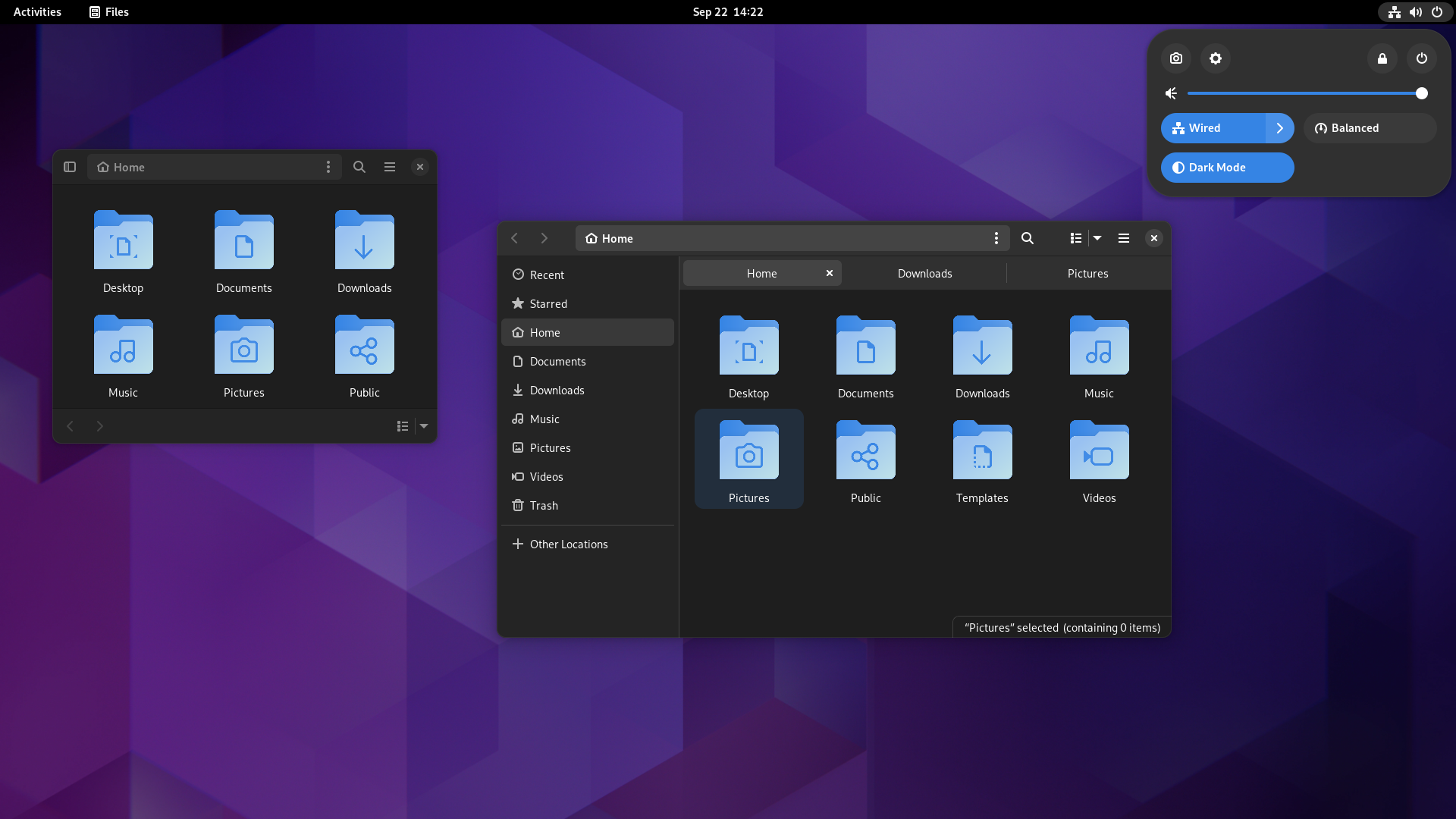
GNOME
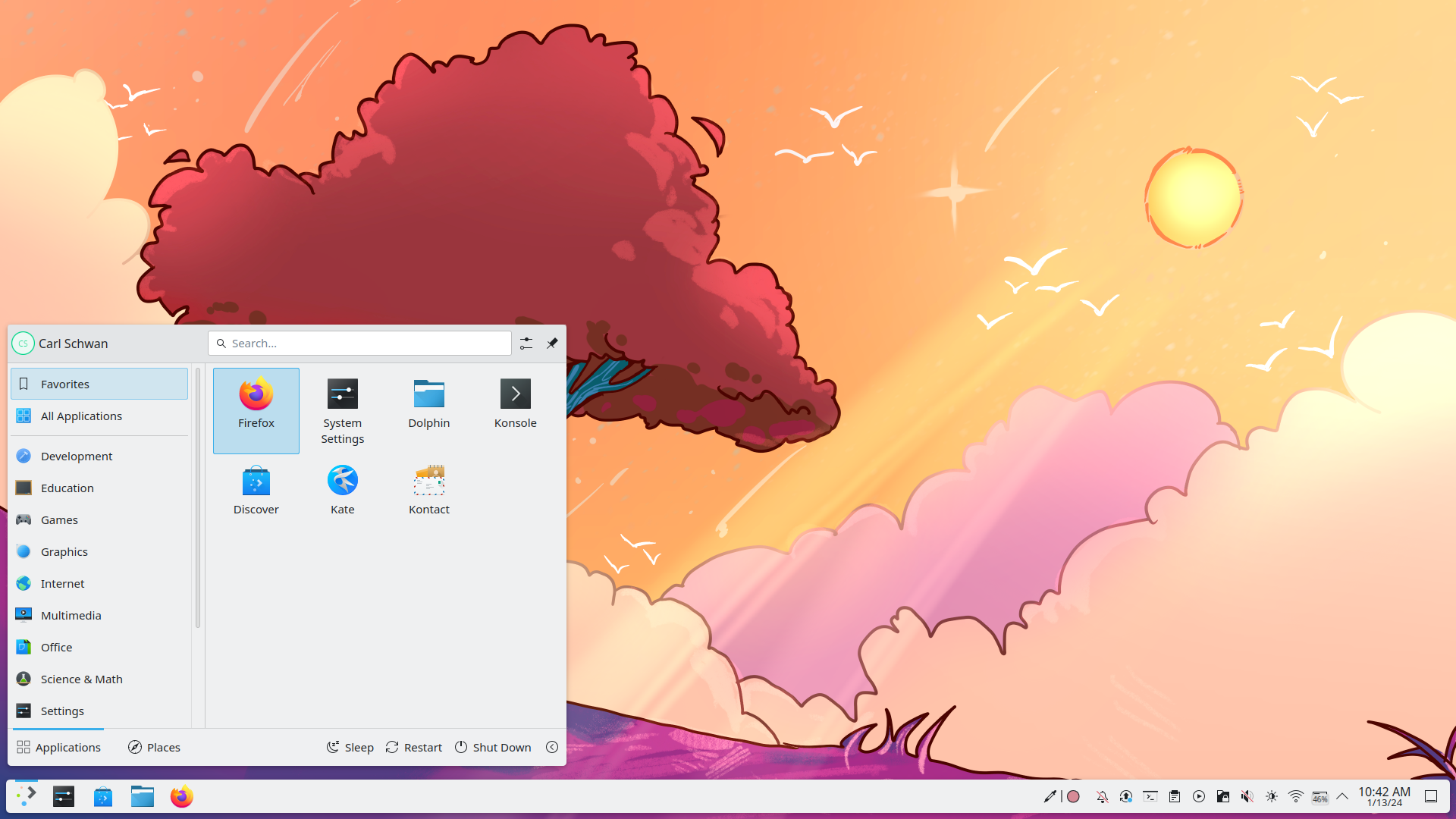
KDE Plasma 5
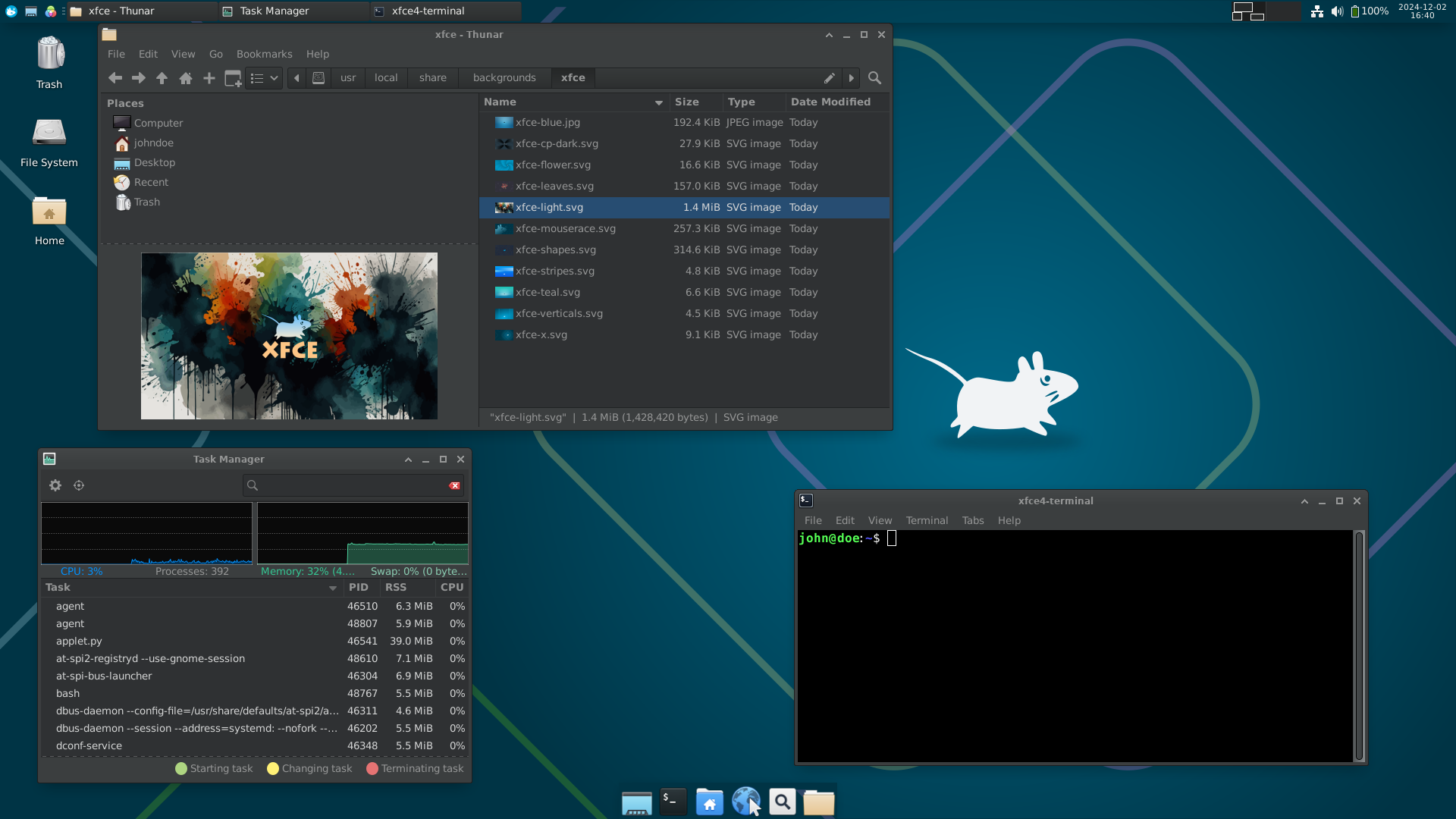
XFCE
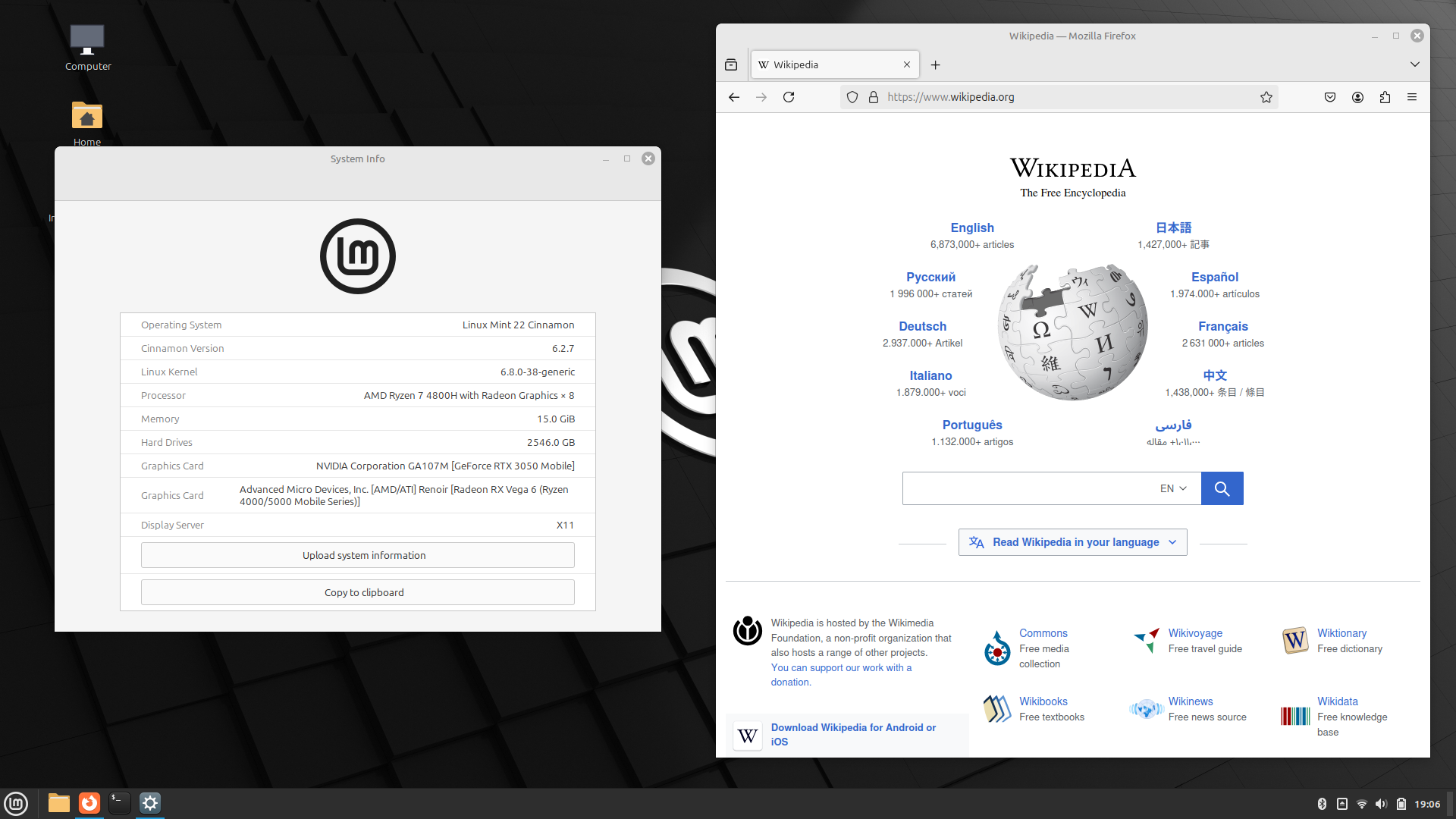
Cinnamon
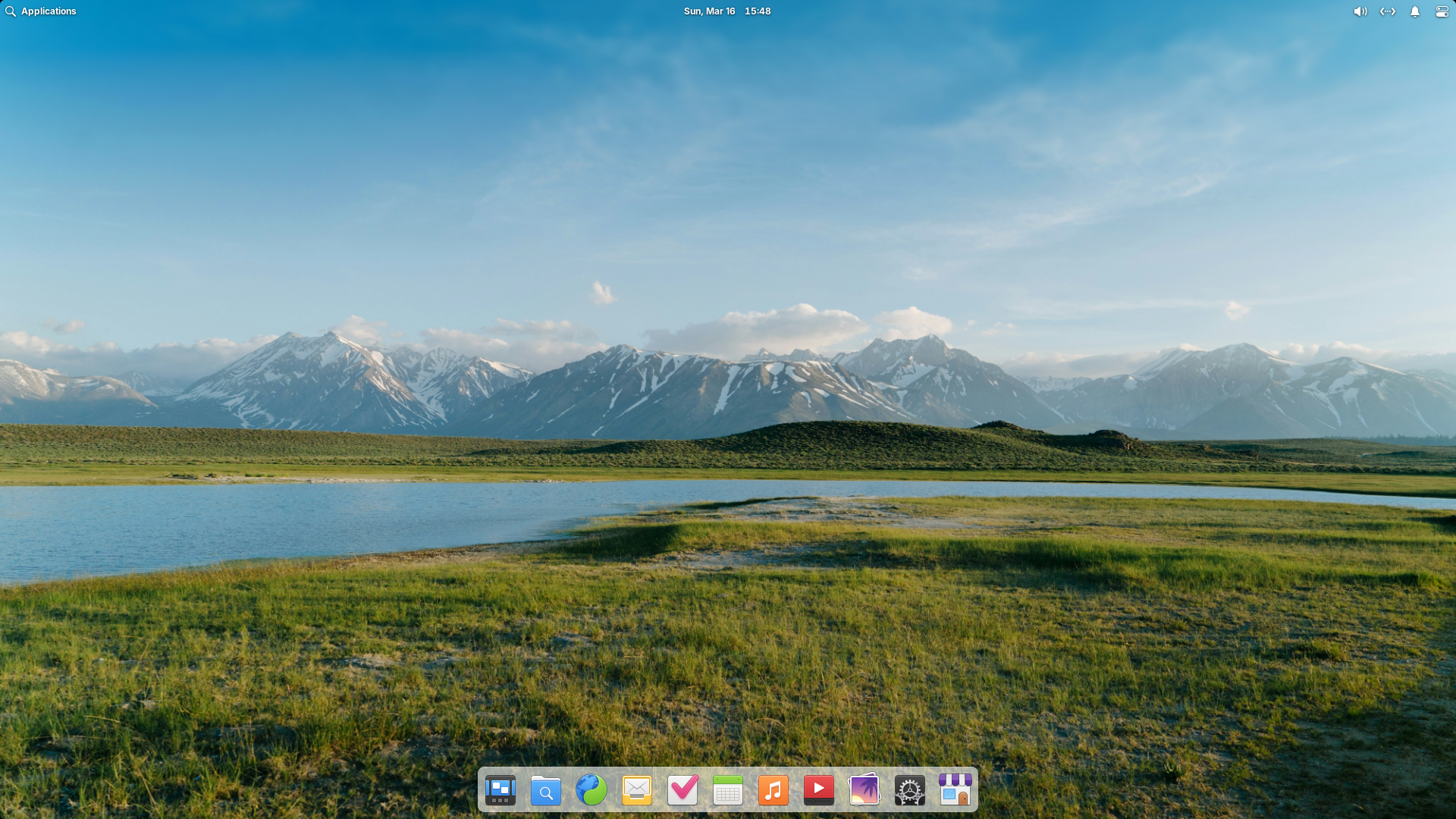
Pantheon
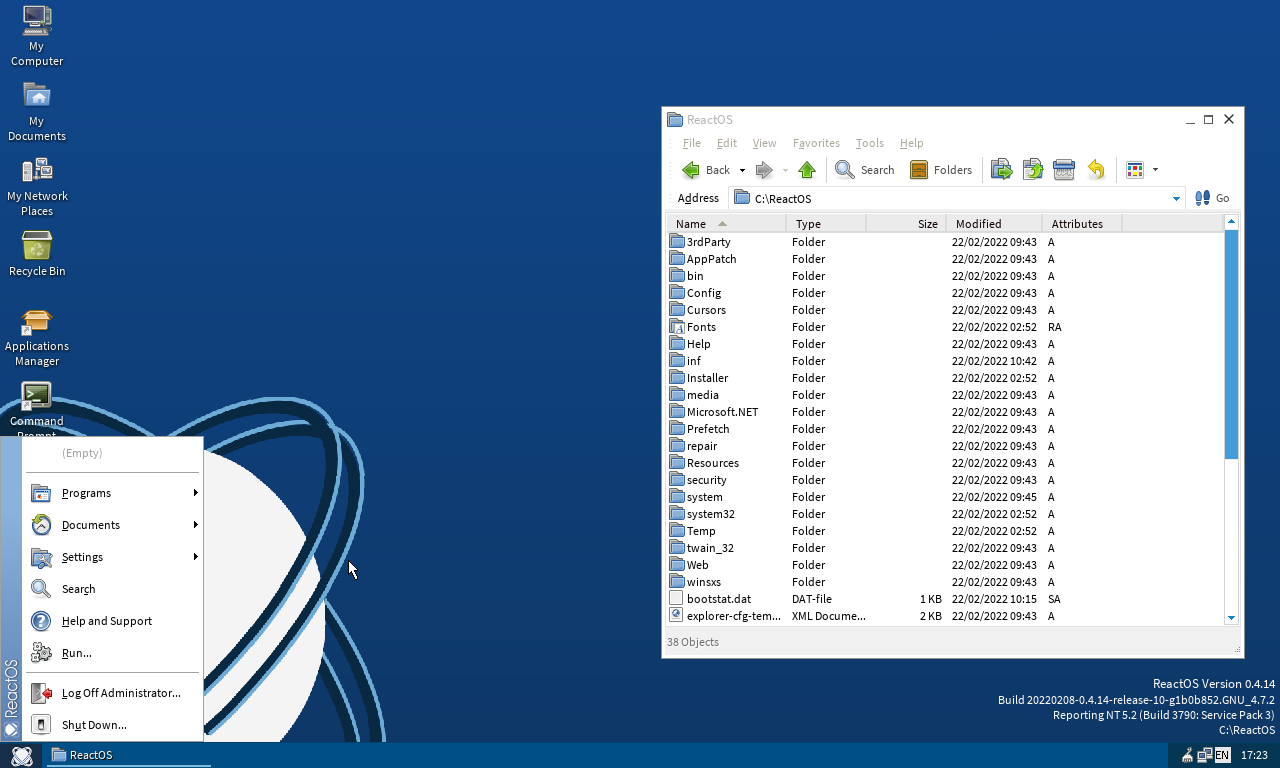
ReactOS
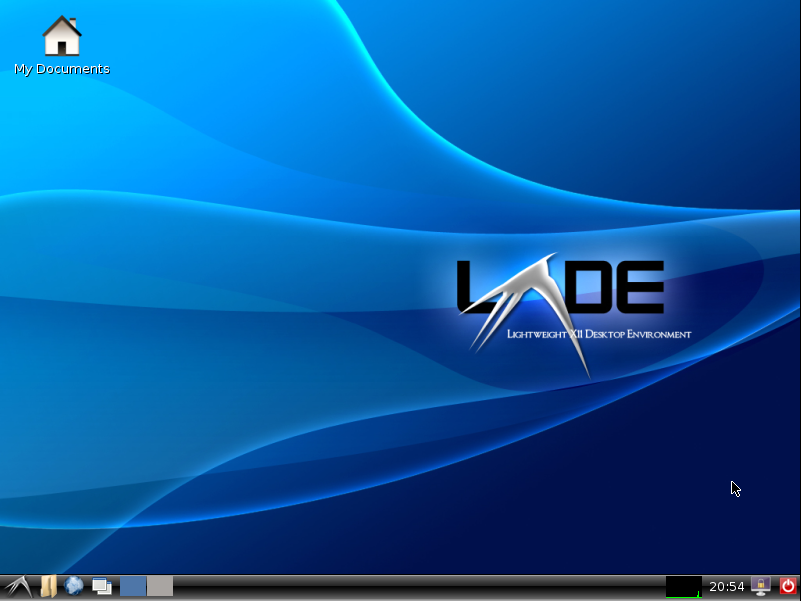
LXDE
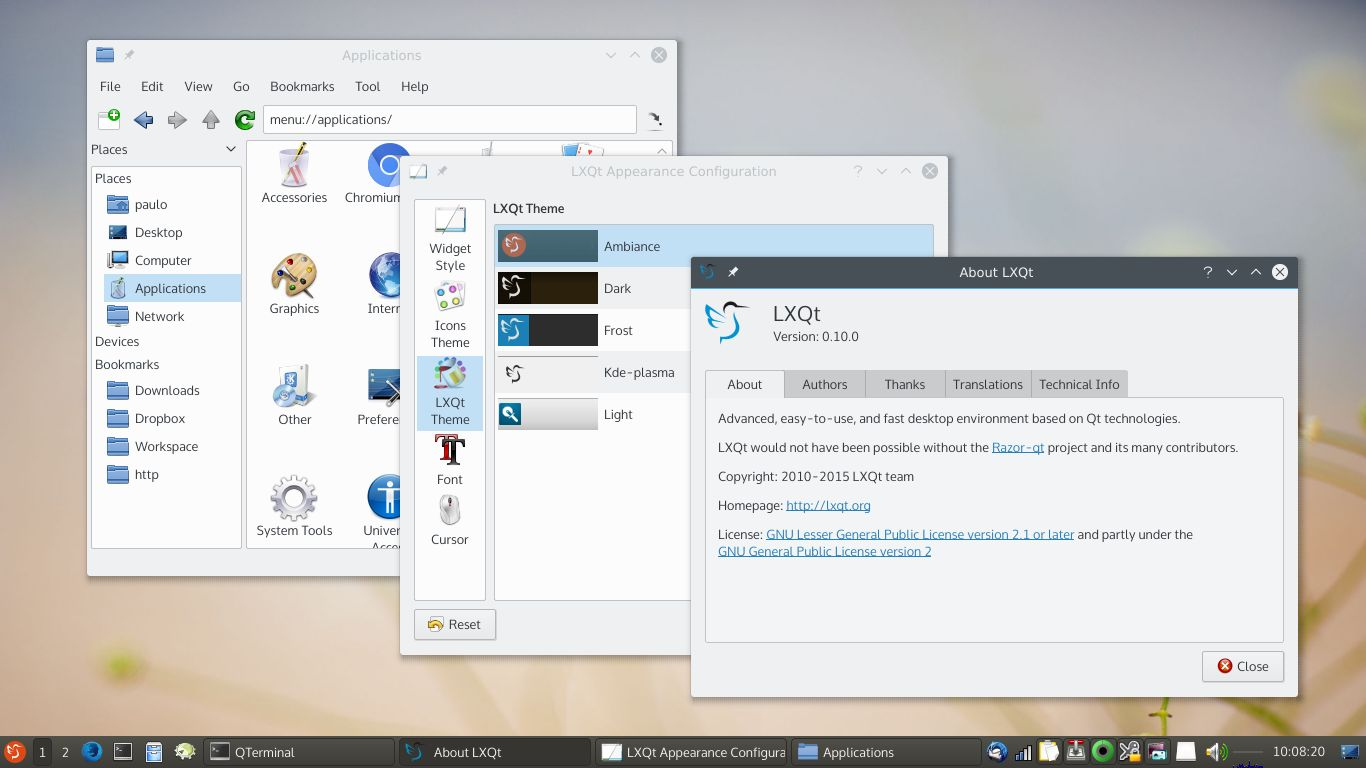
LXQt
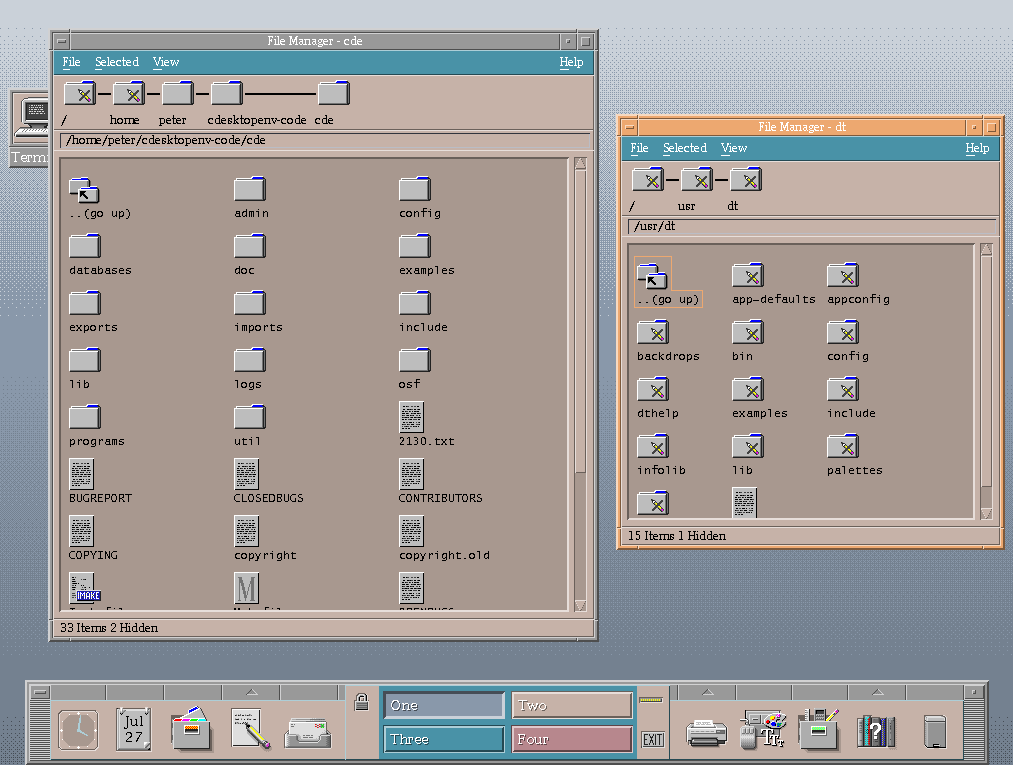
CDE
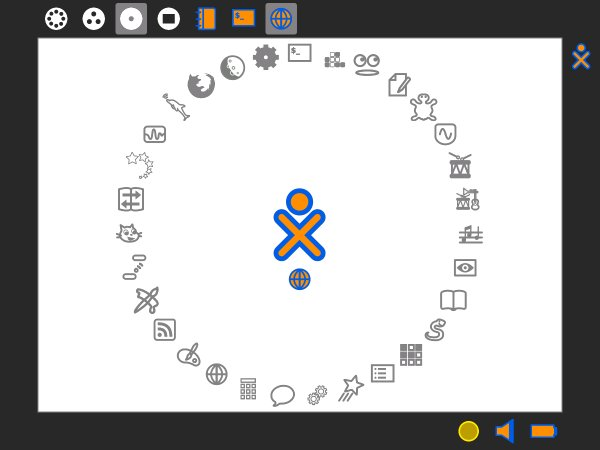
Sugar
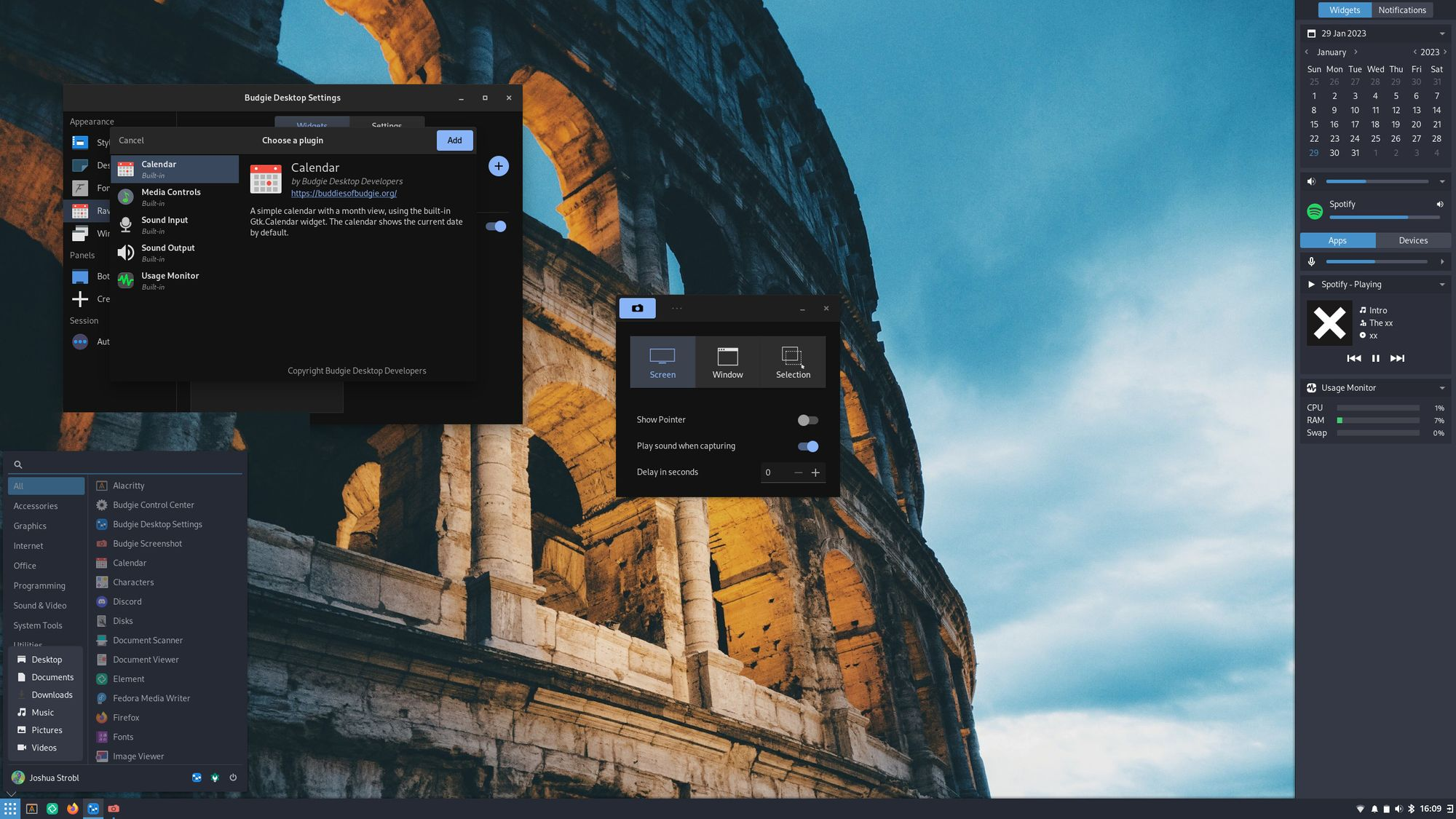
Budgie

### Entornos de escritorio descontinuados

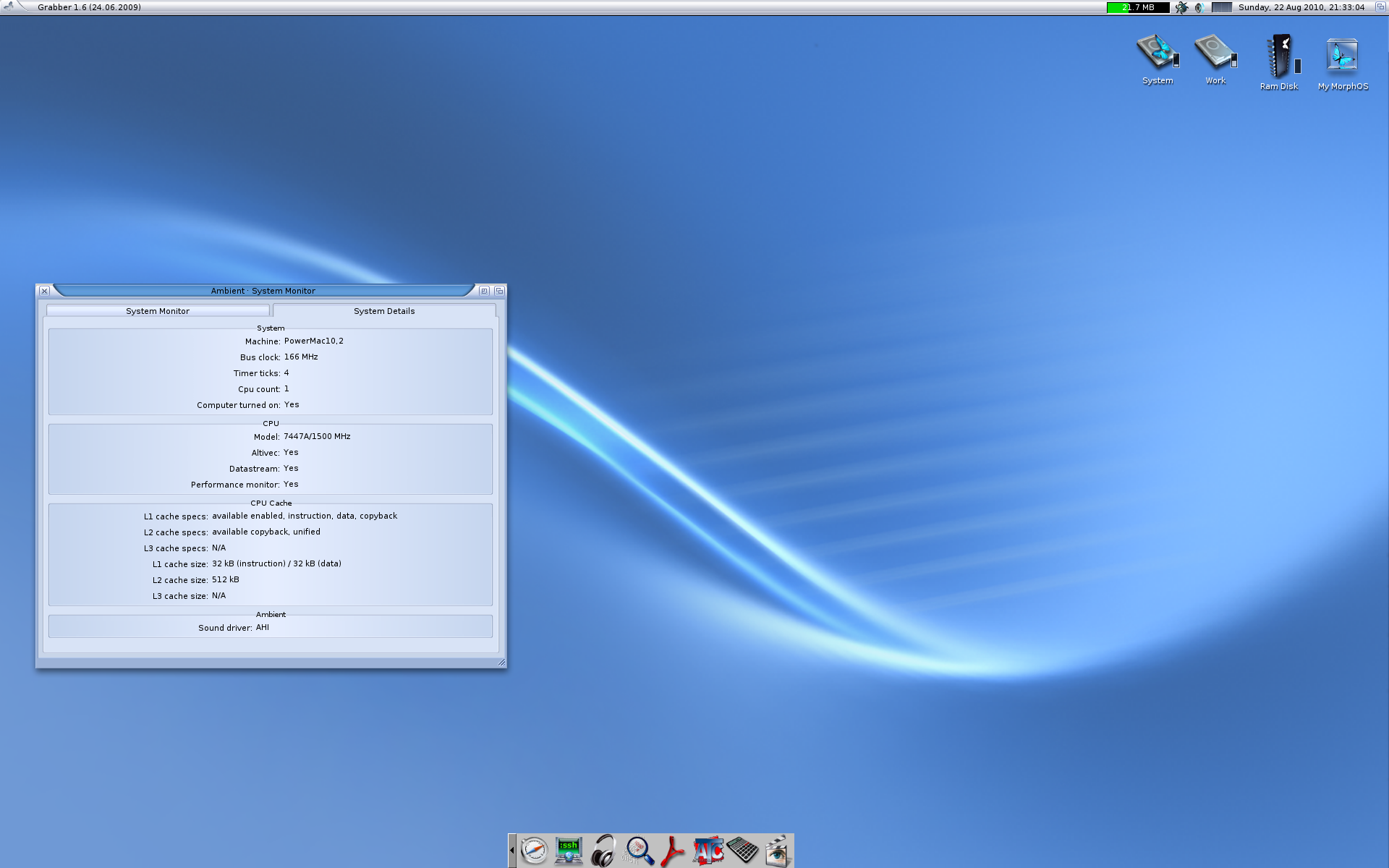
Ambient
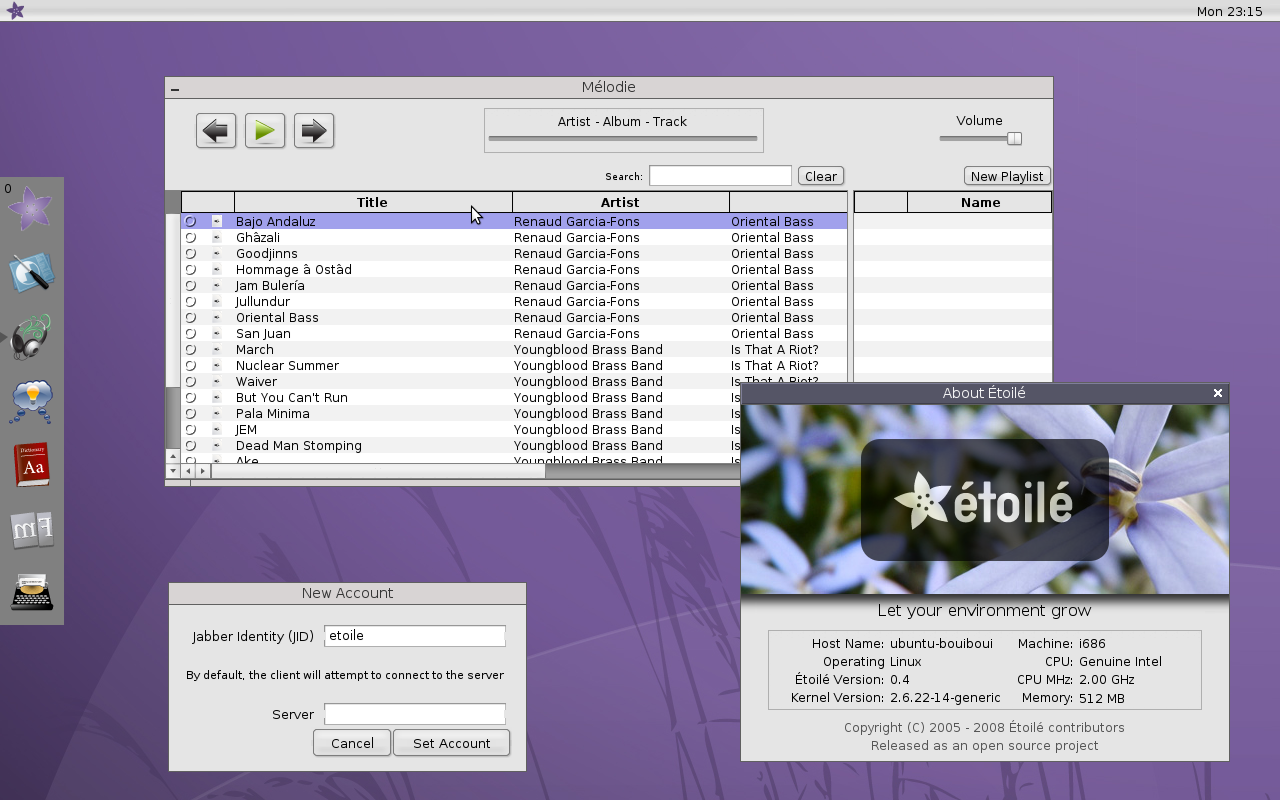
Étoilé
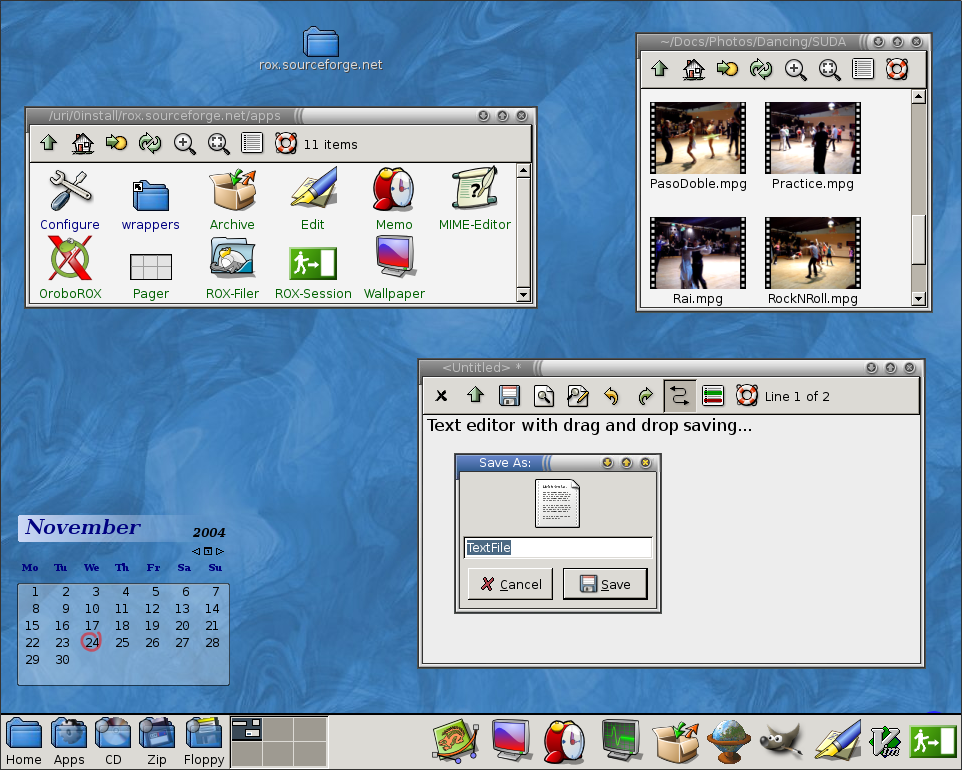
ROX Desktop
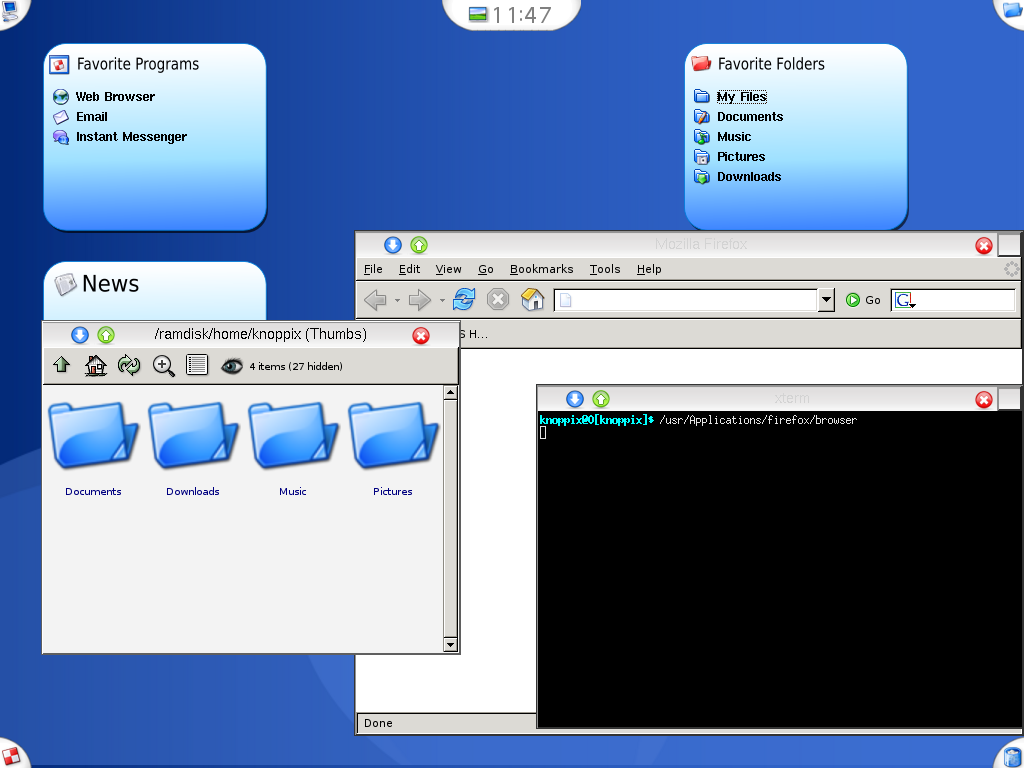
Mezzo
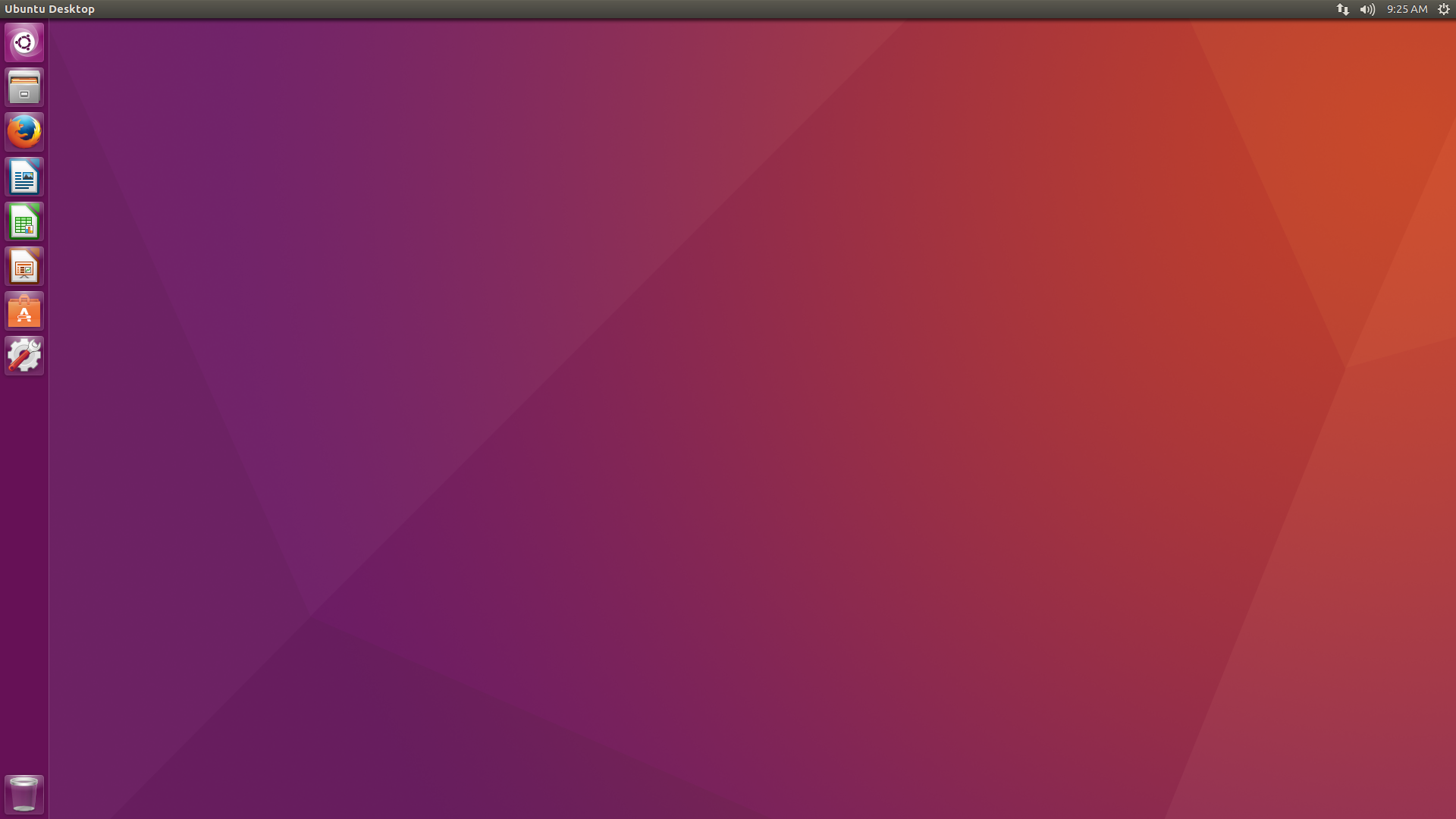
Unity
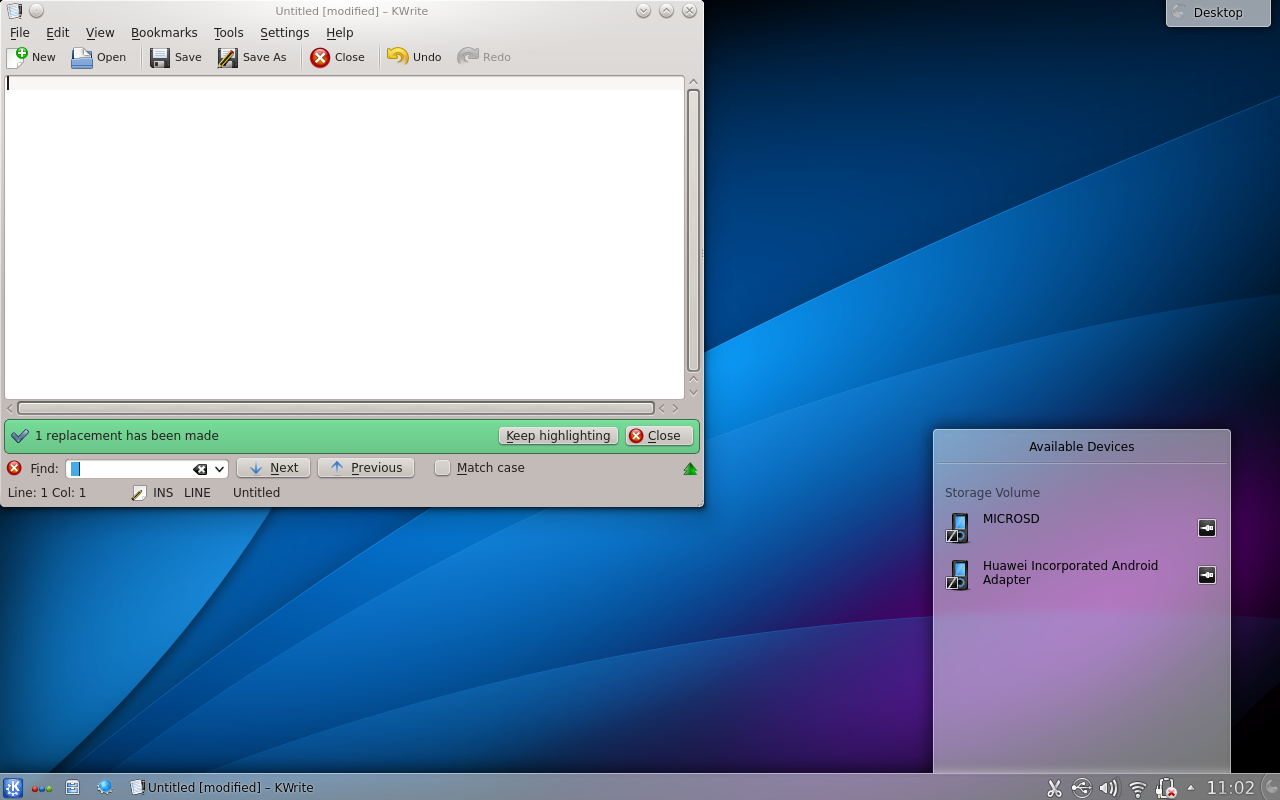
KDE SC